# 黎曼曲面

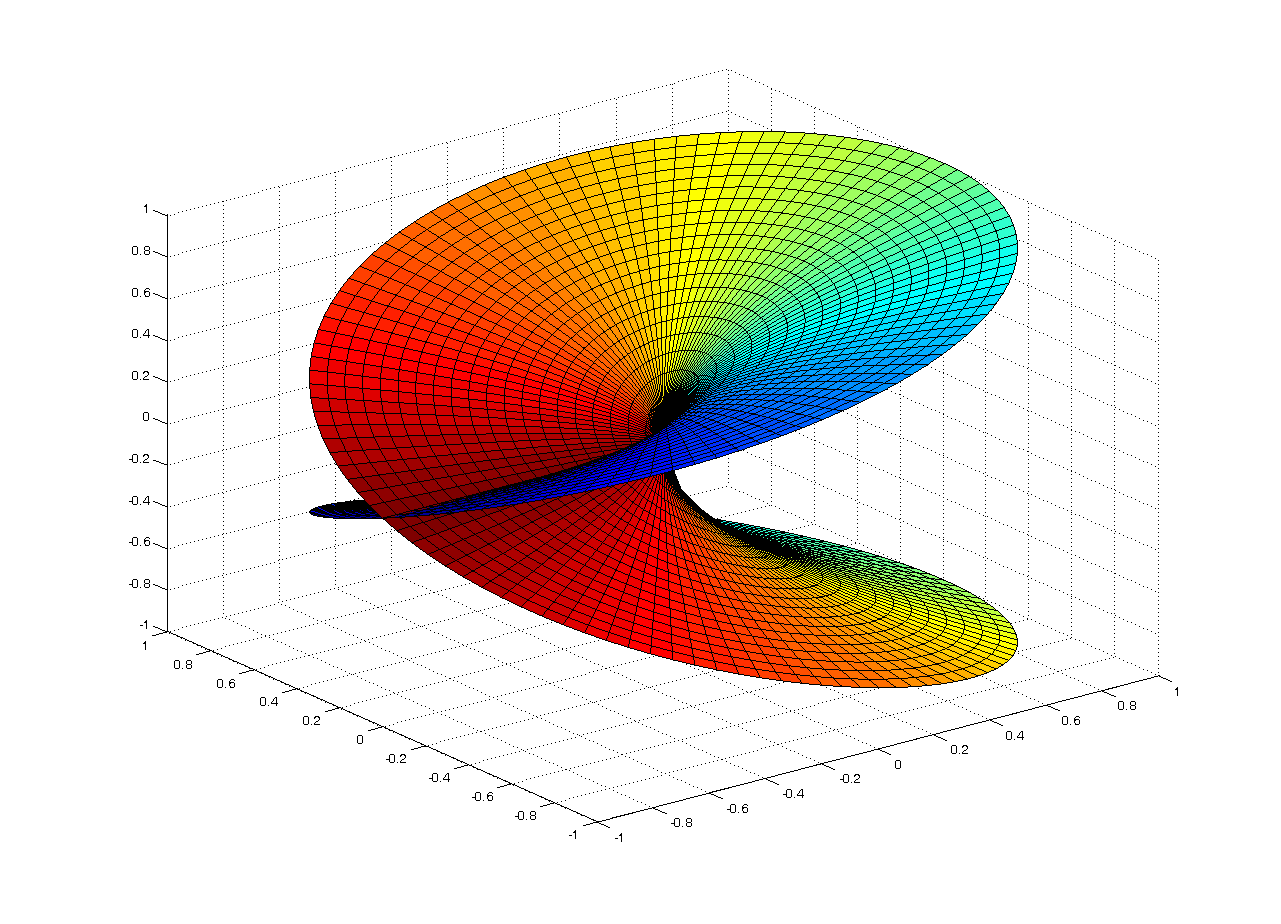
函数的黎曼曲面

数学上，特别是在复分析中，一个黎曼曲面是一个一维复流形。黎曼曲面可以被視为是一个复平面的变形版本：在每一点局部看来，他们就像一片复平面，但整体的拓扑可能极为不同。例如，他们可以看起来像球或是环，或者两个页面粘在一起。
黎曼曲面的精髓在于在曲面之间可以定义全纯函数。黎曼曲面现在被认为是研究这些函数的整体行为的自然选择，特别是像平方根和自然对数这样的多值函數。
每个黎曼曲面都是二维实解析流形（也就是曲面），但它有更多的结构（特别是一个複結構），因为全純函数的无歧义的定义需要用到这些结构。一个实二维流形可以变成为一个黎曼曲面（通常有几种不同的方式）当且仅当它是可定向的。所以球和环有複結構，但是莫比乌斯带，克莱因瓶和射影平面没有。
黎曼曲面的几何性质是最妙的，它们也给與其它曲线，流形或簇上的推广提供了直观的理解和动力。黎曼-罗赫定理就是这种影响的最佳例子。

## 形式化定义
令 {\displaystyle X} 为一个豪斯多夫空间。一个从开子集 {\displaystyle U\subset C} 到 {\displaystyle \mathbb {X} } 的子集的同胚称为坐标卡。两个有重叠区域的坐标卡 {\displaystyle f} 和 {\displaystyle g} 称为相容的，如果映射 {\displaystyle f\circ g^{-1}}和 {\displaystyle g\circ f^{-1}} 是在定义域上全纯的。若 {\displaystyle A} 一组相容的图，并且每个 {\displaystyle X} 中的 {\displaystyle x} 都在某个 {\displaystyle f} 的定义域中，则称 {\displaystyle A} 为一个图册。当我们赋予 {\displaystyle X} 一个图册 {\displaystyle A}，我们称 {\displaystyle (X,A)} 为一个黎曼曲面。如果知道有图册，我们简称 {\displaystyle X} 为黎曼曲面。
不同的图册可以在 {\displaystyle X} 上给出本质上相同的黎曼曲面结构；为避免这种模糊性，我们有时候要求 {\displaystyle X} 为极大的，也就是它不是任何一个更大的图集的子集。根据佐恩引理每个图集{\displaystyle A} 包含于一个唯一的最大图集中。

## 例子
- 复平面 {\displaystyle \mathbb {C} } 可能是最平凡的黎曼曲面了。映射 {\displaystyle f(z)=z}（恒等映射）定义了 {\displaystyle \mathbb {C} } 的一个图，而 {\displaystyle \{f\}} 是 {\displaystyle \mathbb {C} } 的一个图集。映射 {\displaystyle g(z)=z^{*}}（共轭）映射也定义了 {\displaystyle \mathbb {C} } 的一个图而 {\displaystyle \{g\}} 也是 {\displaystyle \mathbb {C} } 的一个图集。图 {\displaystyle f} 和 {\displaystyle g} 不相容，所以他们各自给了 {\displaystyle \mathbb {C} } 一个黎曼曲面结构。事实上，给定黎曼曲面 {\displaystyle X} 及其图集 {\displaystyle A}，共轭图集 {\displaystyle B=\{f^{*}:f\in A\}} 总是不和 {\displaystyle A} 相容，因此赋予 {\displaystyle X} 一个不同的黎曼曲面结构。

- 类似的，每个复平面的开子集可以自然的视为黎曼曲面。更一般的，每个黎曼曲面的开子集是一个黎曼曲面。

- 令 {\displaystyle S=\mathbb {C} \cup \{\infty \}} 并令 {\displaystyle f(z)=z} 其中 {\displaystyle z} 属于 {\displaystyle S\backslash \{\infty \}}并且令 {\displaystyle g(z)=1/z} 其中 {\displaystyle z} 属于 {\displaystyle S\backslash \{0\}} 以及定义 {\displaystyle 1/\infty } 为0。则 {\displaystyle f} 和 {\displaystyle g} 为图，它们相容，而 {\displaystyle \{f,g\}} 是 {\displaystyle S} 图集，使 {\displaystyle S} 成为黎曼曲面。这个特殊的曲面称为黎曼球因为它可以解释为把复平面裹在一个球上。不像复平面，它是一个紧空间。

- 紧黎曼曲面可以视为和定义在复数上的非奇异代数曲线等效。非紧黎曼曲面的重要例子由解析连续给出（见下面）

## 属性和更多的定义
两个黎曼曲面 {\displaystyle M} 和 {\displaystyle N} 之间的函数 {\displaystyle f:M\rightarrow N} 称为全纯，如果对于 {\displaystyle M} 的图集中的每个图 {\displaystyle g} 和 {\displaystyle N} 的图集中的每个图 {\displaystyle h}，映射{\displaystyle h\circ f\circ g^{-1}}在所有有定义的地方是全纯的（作为从 {\displaystyle \mathbb {C} } 到 {\displaystyle \mathbb {C} } 的函数）。两个全纯函数的複合是全纯的。两个黎曼曲面 {\displaystyle M} 和 {\displaystyle N} 称为保角等价（或共形等价），如果存在一个双射的从 {\displaystyle M} 到 {\displaystyle N} 的全纯函数并且其逆也是全纯的（最后一个条件是自动满足的所以可以略去）。两个保角等价的黎曼曲面对于所有的实际应用来讲是完全相同的。
每个单连通的黎曼曲面和 {\displaystyle \mathbb {C} } 或黎曼球 {\displaystyle \mathbb {C} \cup \{\infty \}}或开圆盘 {\displaystyle \{z\in \mathbb {C} :|z|<1\}} 保角等价。这个命题称为单值化定理。
每个连通黎曼曲面可以转成有常数曲率-1，0或1的完备实黎曼流形。这个黎曼结构除了度量的缩放外是唯一。有曲率-1的黎曼曲面称为双曲的;开圆盘是个经典的例子。有曲率0的黎曼曲面称为抛物的；{\displaystyle \mathbb {C} } 是典型的抛物黎曼曲面。最后，有曲率+1的黎曼曲面称为椭圆的；黎曼球 {\displaystyle \mathbb {C} \cup \{\infty \}} 是这样的一个例子。
对于每个闭抛物黎曼曲面，基本群同构于2阶格群，因而曲面可以构造为{\displaystyle \mathbb {C} /\Gamma }，其中 {\displaystyle \mathbb {C} } 是複平面而 {\displaystyle \Gamma } 是格群。陪集的代表的集合叫做基本域。
类似的，对每个双曲黎曼曲面，基本群同构于富克斯群，因而曲面可以由富克斯模型 {\displaystyle \mathbb {H} /\Gamma } 构造，其中 {\displaystyle \mathbb {H} } 是上半平面而 {\displaystyle \Gamma } 是富克斯群。{\displaystyle \mathbb {H} /\Gamma } 陪集的代表是自由正则集，可以作为度量基本多边形。
当一个双曲曲面是紧的，则曲面的总面积是 {\displaystyle 4\pi (g-1)}，其中 {\displaystyle g} 是曲面的亏格；面积可由把高斯-博内定理应用到基本多边形的面积上来算出。
前面我们提到黎曼曲面，象所有複流形，象实流形一样可定向。因为複图 {\displaystyle f} 和 {\displaystyle g} 有变换函数 {\displaystyle h=f(g^{-1}(z))}，我们可以认为 {\displaystyle h} 是从 {\displaystyle \mathbb {R} ^{2}} 开集到 {\displaystyle \mathbb {R} ^{2}} 的映射，在点 {\displaystyle z} 的雅可比矩阵也就是由乘以複數 {\displaystyle h'(z)} 的运算给出的实线性变换。但是，乘以複數 {\displaystyle \alpha } 的行列式等于{\displaystyle |\alpha |^{2}}，所以 {\displaystyle h} 的雅可比阵有正的行列式值。所以，複图集是可定向图集。

## 历史
黎曼最早开始研究黎曼曲面。黎曼曲面以他命名。

## 相关主题
- 代数几何
- 共形几何
- 黎曼曲率張量
- 黎曼球面
- 凯勒流形
- 泰希米勒空间
- 兒童畫（Dessin d'enfant）
- 和黎曼曲面有关的定理
  - 黎曼-罗赫定理
  - 黎曼-赫尔维茨公式
  - 黎曼映射定理
  - 单值化定理
  - 赫尔维茨自同构定理